# Flugplatz Grundarfjörður

i8
i11
i13
Der Flugplatz Grundarfjörður (isländisch Grundarfjarðarflugvöllur, IATA-Code: GUU, ICAO-Code: BIGF) liegt in der Gemeinde Grundarfjörður im Westen von Island.
Ab 1960 gab es einen Flugplatz mit einer Landebahn in Nord-Süd-Richtung etwa 3 km südlich dicht neben der Küste.
Er diente der Krankenversorgung und wurde Juni 1982 stillgelegt.
Auch die neue Start- und Landebahn ist geschottert und verläuft Ost-West-Richtung.
Zwischen 1980 und 1990 unterhielt die Fluggesellschaft Arnarflug eine regelmäßige Flugverbindung zum Flughafen Grundarfjörður.
Inzwischen wird er nicht mehr von Isavia betrieben.
Er wird aber weiter genutzt.
Nächstgelegen sind der Flugplatz Rif in 32 km Entfernung und der Flugplatz Stykkishólmur (39 km).
Es gibt Pläne, den Flughafen weiter auszubauen.
Der Flughafen Grundarfjörður liegt im Breiðafjörður an der Nordküste der Halbinsel Snæfellsnes.
Aus der Stadt Grundarfjörður erreicht man den Flughafen über den Snæfellsnesvegur  und den Framsveitarvegur  auf der Halbinsel Framsveit zwischen dem Grundarfjörður und Urtuvalafjörður / Kolgrafafjörður.